# Византийская Армения
Византийская Армения, называемая также Западная Армения — территории Великой и Малой Армении, а также сопредельные восточно-понтийские и месопотамские земли, которые в Византийской империи обозначались термином «Армения».
Армения попала под правление византийцев после раздела Большой Армении в 387 году, когда около 20 % страны перешло в состав Византии (Высокая Армения, Цопк, часть Агдзника), а остальная часть — в Сасанидскую Персию. Затем Армения была разделена во второй раз, и границы империи расширились. Эта ситуация привела к арабским вторжениям, когда византийцы создали военно-политическую единицу Армениакон. В конце IX века независимость Армении была восстановлена под властью Багратуни, и лишь некоторые части исторической Армении остались частью Византии. С середины X века византийцы частично завоевали Армянское царство, а в 1045 году оно было полностью поглощено и прекратило своё существование. Четверть века спустя, после битвы при Манцикерте (1071), Византия потеряла контроль над всеми армянскими территориями.
Армяне играли большую роль в составе империи. Многочисленные византийские государственные деятели и военачальники, такие как генерал Нерсес и императоры Ираклий, Василий I Великий, который заложил основы Македонянской династии, Романос I, Иоанн I Цимисхсхий, были этническими армянами.

## История

### Первый раздел Армении
В 387 году царство Великой Армении (275 898 км²), основанное в 331 году до н. э. со столицей попеременно в Армавире, Ервандашате, Арташате, Тигранакерте и Валаршапате, было разделено между Римской империей и Сасанидской Персией (Первый раздел Армении). После этого Западная Армения (область Бардзр Айк на северо-западе, область Цопк и западная половина области Ахдзник на юго-западе, которые вместо составляли 50 575 км²) отошла к Римской империи, а после её официального раздела в 395 году — к Византийской империи. Граница с сасанидами проходила от устья реки Чорох на севере до города Нисибис на юге. В 37 году состав Римской империи была включена одна из двух историко-географических областей Верхней Месопотамии — Месопотамия Армянская, которая ранее также была частью Великой Армении, а в 72 году — территория исторического царства Малая Армения, расположенного к западу от Верхнего Евфрата, на крайнем западе Армянского нагорья.
Институт местных царей в Византийской Армении был упразднен не сразу, и царь Аршак III продолжал править ещё два года после раздела Великой Армении. В 389 году он, боясь козней со стороны персов, добровольно отказался от своей части царства в пользу императора Феодосия I, при условии «что все, кто до конца времен будут принадлежать к его роду, пользовались полной свободой, и, кроме того, никогда не платили никаких налогов».
После 389 года территория Византийской Армении, подразделявшаяся на четыре субрегиона общей площадью 136 450 км², в административно-политическом отношении была не однородной, что препятствовало ассимиляционной политике империи. Область Бардзр Айк получила официальное обозначение «Великая Армения» или «Внутренняя Армения» во главе которой был поставлен военный чиновник (комит) с резиденцией в Феодосиополе. В Цопке и в западных округах Ахдзника были сформированы шесть автономных сатрапий (Ангел-тун, Андзит, Балаховит, Большая Софена или Софаена, Софена и Хаштеанк) с центральным городом Мартирополь. Сатрапы данных автономий получали инсигнии власти собственноручно от императора, а их власть была наследственной. Им также позволялось содержать собственную армию, состоящую из армян, они сохраняли традиционные права и привилегии, а налогообложение их автономий было индивидуальным, именовавшееся «армянскими налогами». Четвёртым регионом была провинцию Месопотамия.
Большинство представителей армянских родов на службе империи обладали высокими титулами и занимали различные административные и военные должности, что, несомненно, было отражением особой политики Византии по отношению к Армении. Наиболее влиятельными армянскими семьями были Феодораканы, Куркуасы, Далассины, Махитарии.

### Административная реформа Юстиниана I

Западная Армения во время правления Юстиниана

В 535—538 годах во время административных реформ императора Юстиниана I территориальная структура и форма правления в Византийской Армении были полностью изменены. В соответствии с главой I XXXI Новеллы Юстиниана (от 18 марта 536 года) «Об учреждении четырёх архонтов в Армении» вся Византийская Армения была разделена на четыре провинции во главе с архонтами:
1. Первая Армения (бывшая Великая или Внутренняя Армения, часть Первой Армении, провинции Полемонийский Понт, Каппадокийский Понт и Халдия целиком). Всего семь городов: Керасунт, Колония, Никополь, Сатала, Трапезунт, Феодосиополь и центральный город Юстинианополь (Цумина).
2. Вторая Армения (другая часть бывшей Первой Армении и прилегающие районы провинции Еленопонт). Всего пять городов: Брис, Зела, Команы Понтийские, Себастополь и центральный город Себастия.
3. Третья Армения (бывшая Вторая Армения). Всего шесть городов: Арабиссон, Ариаратия, Арка, Команы Каппадокийские, Кукусон и центральный город Мелитена.
4. Четвёртая Армения (бывшие автономные сатрапства) с центральным городом Мартирополь[4].

В то же время были упразднены должность комита Внутренней Армении и автономные армянские сатрапства, над которыми назначались два дукса с резиденциями в Мартирополе. Была учреждена должность военного магистра с резиденцией в Феодосиополе, под командование которого были переданы вооруженные силы, а также вся полнота военной власти как во всех армянских провинциях Византии, так и в провинции Полемонийский Понт. С этого времени армянская родовая знать (нахарары) потеряла свои лидирующие позиции, власть из её рук перешла в руки военного магистра, а рядовое население армянских земель оказалось на службе не в дружинах нахараров, а в регулярных подразделениях византийской армии, размещавшихся на территории Армении. Данное административно-политическое устройство Византийской Армении сохранится до начала персидско-византийских войн 572—591 и 602—628 годов.

### Персидско-византийские войны
Первый военный конфликт с империей Сасанидов был спровоцирован восстанием Красного Вардана (571—572), где борьбу вели армянские нахарарские дома того времени, возглавляемые Мамиконянами при содействии Армянской апостольской церкви. Новая война продолжалась в течение почти двадцати лет, и завершилась подписанием мирного договора 591 года, который изменил установленную в 387 году границу между Византийской и Сисанидской империями в пределах Армянского нагорья. Иранский шахиншах Хосров II Парвиз за военную помощь в подавление мятежа Бахрама Чубина и возвращении себе трона, оказанные ему византийским императором Маврикием, уступил византийцам значительные территории Марзпанства Армения (земли к северу, западу от озера Ван, то есть три четверти персидских владений там), Иберии и Месопотамии (Мартирополь, Дару). Общая площадь великоармянских земель, которые достались Византийской империи, стала 91 519 км², а вся площадь Византийской Армении — 227 969 км².

Позднеантичная граница Византии и Сасанидов

В 591 году произошли изменения в административном статусе тех армянских областей, которые входили в состав Византийской империи до войны. Третья Армения с центром в Мелитене стала Первой Арменией, Четвёртая Армения была подразделена на Юстинианову Армению с центром в Мартирополе и Другую Четвёртую Армению с центром в Аршамашате. Была сформирована новая административная единица — Четвёртая Армения с центром в Амиде, в состав которой вошли земли прежней провинции Месопотамия и северо-западных округов марзбанства Ассирия, которые отошли к империи. Вторая Армения с центром в Себастии сохранила свое название и границы без изменений, а административный термин Третья Армения перестал использоваться. Часть Первой Армении (до 536 года — Полемонийский Понт, Каппадокийский Понт и Халдия) стала обозначаться как Часть Великой Армении с центром в Трапезунде, а остальная часть Первой Армении (до 536 года — Внутренняя Армения) — как Большая часть Великой Армении с центром в Феодосиополе. Область Туруберан получила название Великая Армения, Айрарат без округов вокруг столицы Двин (Арац, Мазаз, Остан Хайоц, Урцадзор и Шарур-дашт) — Внутренняя Армения, а Тайк — Глубинная Армения.
В 602 году император Маврикий был убит во время восстания военачальника Фоки, ставшего императором. Иранский шахиншах Хосров II Парвиз объявил Фоке войну под предлогом мести за смерть Маврикия. Конфликт был ему выгоден, поскольку он надеялся отвоевать у Византии Армению и Месопотамию. В 608 году глубокое недовольство императором Фокой охватило всю Византийскую империю, что привило к гражданской войне. Персы, воспользовавшись этим, завоевали многие приграничные города в Армении и Верхней Месопотамии. Ко времени вступления на престол нового императора Ираклия в 610 году персы захватили все римские города к востоку от Евфрата и в Армении. Персидская кампания Ираклия, проходившая в 622—626 годах, изменила баланс сил и заставила персов перейти к обороне. По условиям мирного договора восстанавливалась граница между двумя государствами по состоянию на 602 год.

### Арабские вторжения
640-й год-поворотный момент для византийской Армении. Воспользовавшись арабским вторжением, Совет ишханов Армении проводил политику независимости. Две части Большой Армении объединены под властью армянского князя, который признает господство арабского халифата. В то же время византийцы создали на территории малой Армении провинцию Армениакон как приграничный военный регион. Потеряв власть в христианском Египте, Сирии и армянском нагорье, византийцы сосредоточились на грузинской знати. В начале VII века грузинская церковь приняла Халкидонский собор, который был осужден армянами во время Двинской церковной ассамблеи. Между тем, все правительство в Армении уже было сосредоточено в руках армянских князей (в основном, Мамиконянов и Багратидов) и армянского католикоса.
В X—XI веках Византия вновь стремилась захватить территорию Армении. После завоевания империей ряда армянских государств, значительная часть местной аристократии перешла на византийскую службу. Однако кризис, охвативший империю во второй половине XI века, предоставил армянской знати возможность восстановить независимость от Константинополя. В 70-е годы XI века Филарет Варажнуни предпринял попытку создания самостоятельного государства.